# Körpergeschichte
Die Körpergeschichte oder auch Geschichte des Körpers ist ein Teilgebiet der Geschichtswissenschaft, in der die Interdependenz von Körper und Gesellschaft in ihrer historischen Dimension untersucht wird.
In der Körpergeschichte wird davon ausgegangen, dass gesellschaftliche Werte und Normen, Wissens- und Ideensysteme, Strukturen und Technologien den menschlichen Körper prägen – und nicht nur die biologische Substanz. Leitfrage dieser speziellen Geschichtswissenschaft ist, wie soziale Wirklichkeit durch körperliche Praktiken her- und dargestellt wird. Körpergeschichte ist die Geschichte der Thematisierungen des Körpers in theoretischen (theologischen, philosophischen, medizinischen, sportwissenschaftlichen, anthropologischen, kriminalistischen etc.) Diskursen, in der Malerei, der Literatur, der Volkskultur, der Gesetzgebung, der Körperkultur etc., aber auch (soweit möglich) der körperlichen Erfahrungen bzw. des Körpergedächtnisses der Subjekte selbst sowie der Technologien, die für und gegen sie eingesetzt wurden.
Die Geschichte der sinnlichen Wahrnehmung des Menschen wird darüber hinausgehend in der Sinnesgeschichte untersucht. Abzugrenzen ist die Geschichte des Körpers von der Geschichte des gespürten Leibes. Der gespürte Leib ist aus Sicht von Philosophen wie Gernot Böhme und Jens Marxen im Gegensatz zum Körper nur individuell erfahrbar. In der Geschichte wurde der gespürte Leib aus Sicht der Leibphilosophie zugunsten des Körpers verdrängt.

## Geschichte
Die Körpergeschichte speist sich aus vier Wurzeln:
- Da sich die Sportgeschichte immer schon mit dem Körper in Bewegung auseinandergesetzt hat, sind die Anfänge der Körpergeschichte in der Geschichte der Körperkultur zu finden.[3] Sobald die Paradigmen des Sports hinterfragt und auf gesellschaftliche Bedingungen bezogen werden, kann aus der Sportgeschichte Körpergeschichte werden.[4]
- Die Geschichte der Körperpraktiken entwickelte sich in Frankreich, wo in Folge der Arbeiten von Marcel Mauss[5] und Michel Foucault[6] vor allem Jean-Marie Brohm frühzeitig mit seiner Zeitschrift Quel Corps?[7] die Verbindung von einer Soziologie des Körpers zu einer Geschichte des Körpers zog.
- In der Geschichte von Gesundheit und Krankheit wurde frühzeitig der biologische Grundbestand und die gesellschaftliche Interpretation thematisiert.[8]
- In der Geschlechtergeschichte wird zwischen Geschlecht als biologischer Einheit (Sex) und kultureller Einheit (Gender) differenziert.[9]